# Nhân tình

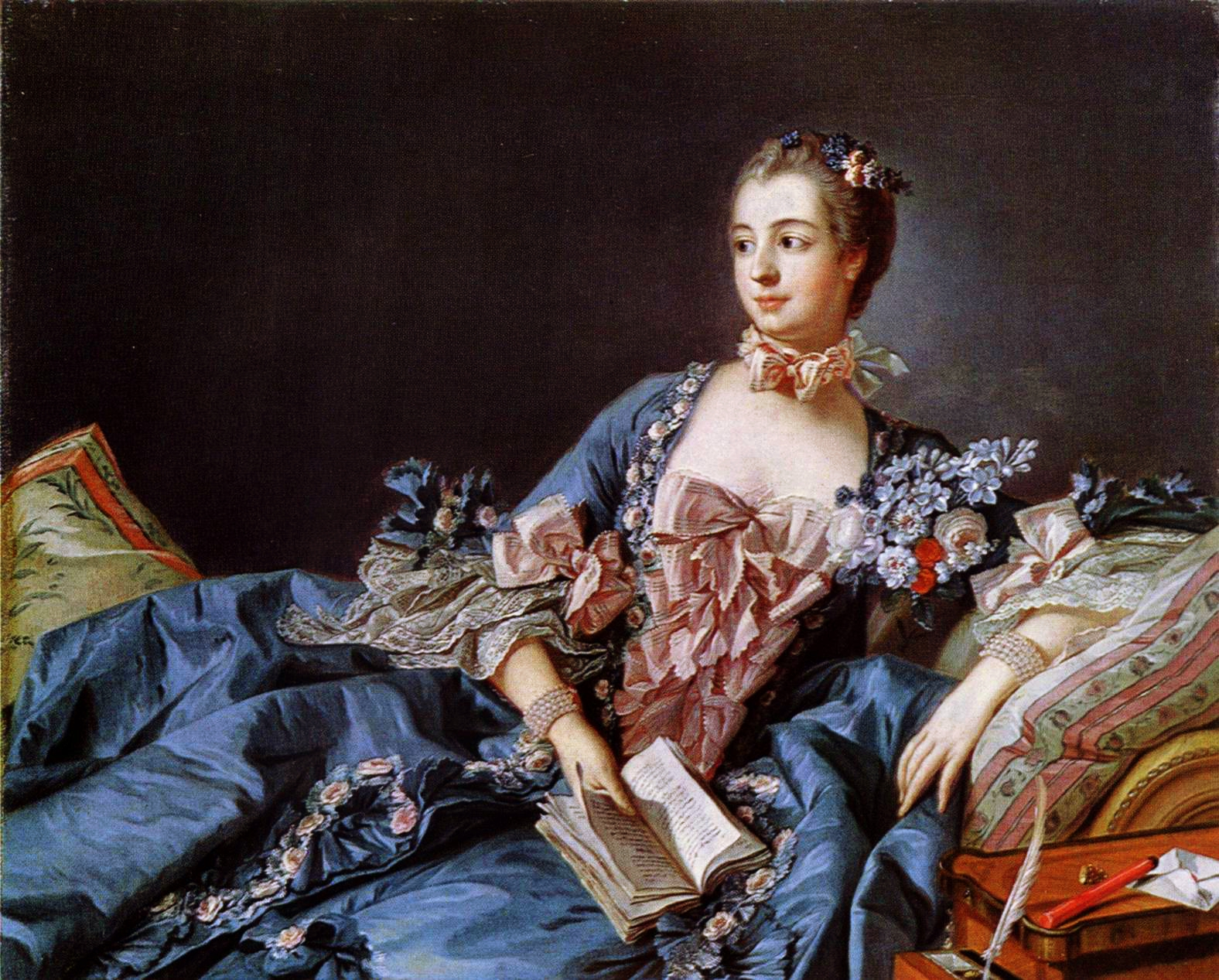
Madame de Pompadour, nhân tình của Louis XV của Pháp, khoảng năm 1750

Nhân tình, hay bồ nhí, là một bạn tình nữ và bạn đồng hành tương đối dài hạn và không kết hôn với bạn đời của mình, đặc biệt là khi bạn đời của cô ấy đã kết hôn với người khác.

## Miêu tả
Một nhân tình có mối quan hệ lâu dài với người yêu gắn bó của mình, và thường được gọi là người phụ nữ khác. Nói chung, mối quan hệ ổn định và ít nhất là bán vĩnh viễn, nhưng cặp đôi không sống với nhau một cách cởi mở và mối quan hệ thường nhưng không phải lúc nào cũng bí mật. Cũng thường có ngụ ý rằng nhân tình đôi khi "được giữ lại" - tức là người yêu của cô ấy đang đóng góp vào chi phí sinh hoạt của cô ấy.
Nhân tình thường không được coi là gái điếm: trong khi nhân tình, nếu "được giữ lại", theo một cách nào đó, có thể trao đổi tình dục để lấy tiền, sự khác biệt chính là nhân tình có quan hệ tình dục với ít đàn ông hơn và không có quá nhiều trao đổi (quid pro quo pro) giữa tiền và hành vi tình dục. Thường có một mối quan hệ tình cảm và có thể là xã hội giữa một người đàn ông và nhân tình của anh ta, trong khi đó mối quan hệ giữa một cô gái điếm và khách hàng của họ chủ yếu là tình dục. Điều quan trọng nữa là tình trạng "được giữ" tuân theo việc thiết lập mối quan hệ có thời hạn không xác định trái ngược với thỏa thuận về giá cả và các điều khoản được thiết lập trước bất kỳ hoạt động nào với gái mại dâm.
Trong lịch sử, thuật ngữ này đã biểu thị một "người phụ nữ được giữ", người được một người đàn ông giàu có duy trì trong một lối sống thoải mái (hoặc thậm chí xa hoa) để cô ấy sẵn sàng cho niềm vui tình dục của mình. Một người phụ nữ như vậy có thể di chuyển giữa vai trò của một nhân tình và một courtesan (đĩ hạng sang) tùy thuộc vào tình huống và môi trường của cô ấy.
Trong thời hiện đại, từ "nhân tình" được sử dụng chủ yếu để chỉ người yêu nữ của một người đàn ông đã kết hôn với người phụ nữ khác; trong trường hợp của một người đàn ông chưa lập gia đình, người ta thường nói về "bạn gái" hoặc "hợp tác gia đình" (domestic partnership).
Thuật ngữ "nhân tình" (mistress) ban đầu được sử dụng như một đối trọng nữ tính trung tính với "Mr.".

## Lịch sử

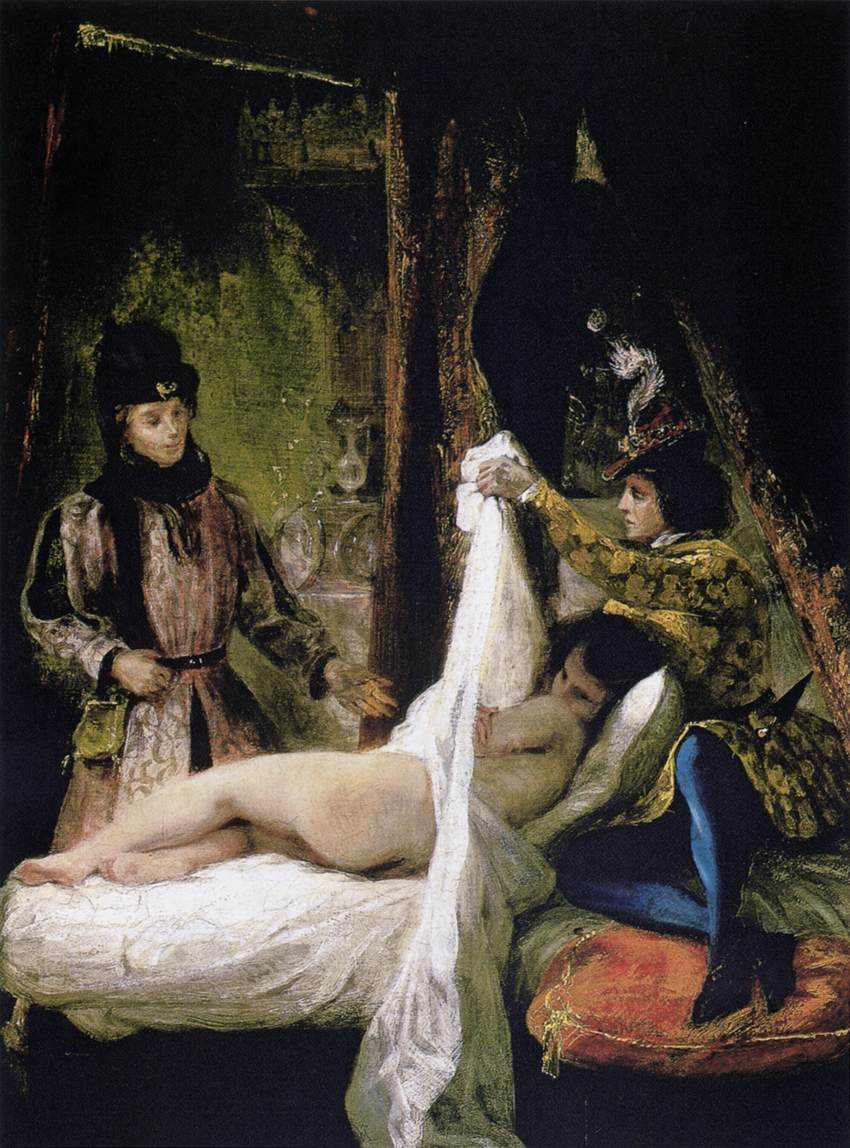
Eugène Delacroix của k. 1825 bức tranh Louis d'Orléans thể hiện nhân tình của mình

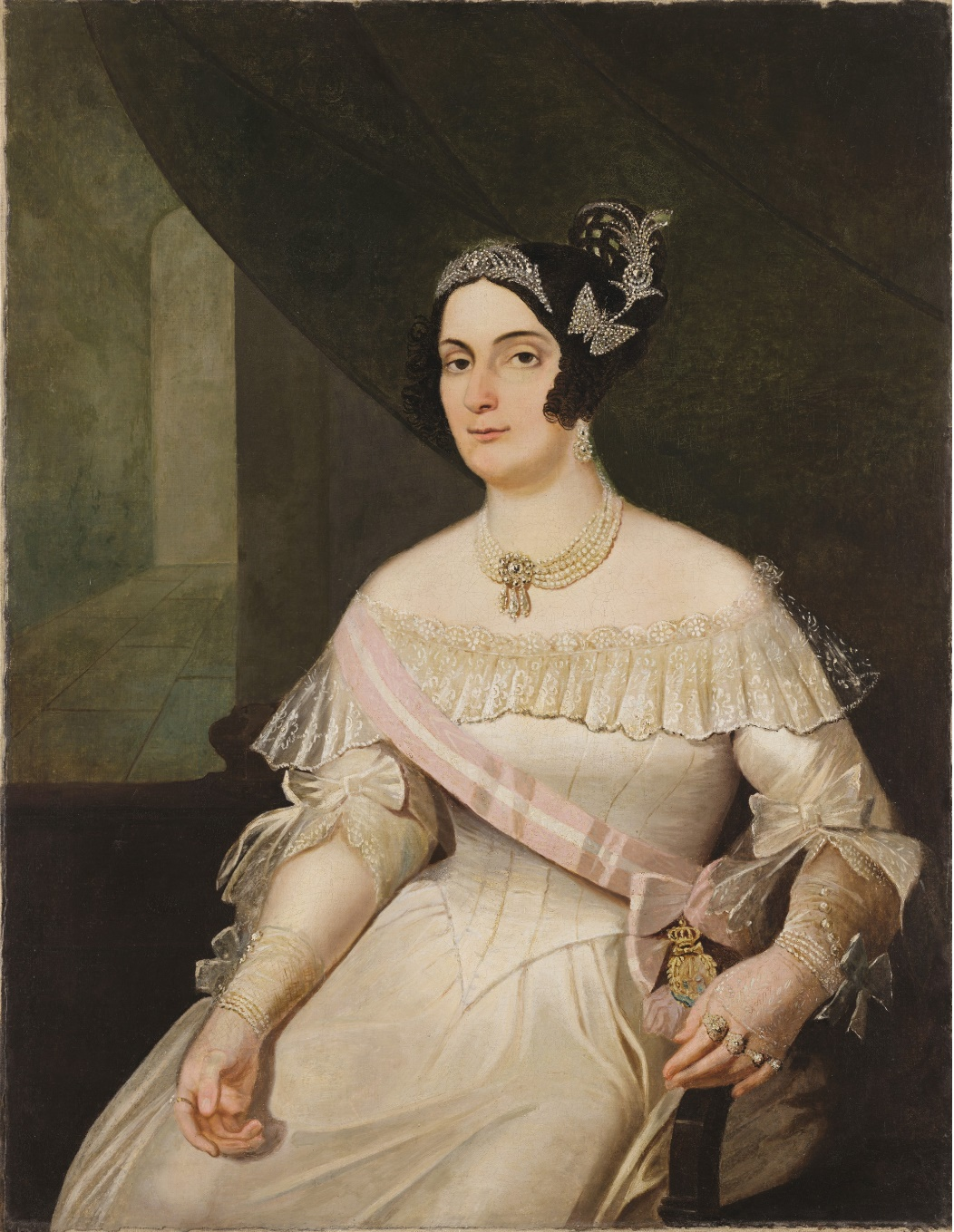
Domitila de Castro, nhân tình lâu dài của Hoàng đế Pedro I của Brazil

### Trích dẫn
1. 1 2  The Free Dictionary. “Mistress”. Truy cập ngày 6 tháng 5 năm 2012.
2. ↑  Love-Lessions. “The Role of a Mistress: Is it as Glamorous as it Seems?”. Truy cập ngày 6 tháng 5 năm 2012.
3. ↑  Fulbright, Dr. Yvonne K. “FOXSexpert: Is Having a Sugar Daddy Kind of Like Being a Prostitute?”. Bản gốc lưu trữ ngày 15 tháng 4 năm 2012. Truy cập ngày 6 tháng 5 năm 2012.